# Петровка (Смоленская область)
Петровка — деревня в Ершичском районе Смоленской области России. Входит в состав Руханского сельского поселения. Население — 2 жителя (2019 год). 
Расположена в южной части области в 22 км к юго-востоку от Ершичей, в 44 км юго-западнее автодороги А141 Орёл — Витебск, на берегу реки Вьюнка. В 43 км северо-западнее деревни расположена железнодорожная станция Криволес на линии Рославль — Кричев. 

## История
В годы Великой Отечественной войны деревня была оккупирована гитлеровскими войсками в августе 1941 года, освобождена в сентябре 1943 года.